# Apeadeiro de Pego
O Apeadeiro de Pego é uma interface encerrada da Linha da Beira Alta, situada na localidade de Pego do Peixe, no Distrito de Aveiro, em Portugal.

## Descrição
O abrigo de plataforma situa-se do lado poente da via (lado esquerdo do sentido ascendente, a Vilar Formoso).

## História
Este apeadeiro encontra-se na Linha da Beira Alta, que foi inaugurada em 1 de Julho de 1883, pela Companhia dos Caminhos de Ferro Portugueses da Beira Alta. Pego não constava entre as estações e apeadeiros existentes na linha à data de inauguração, porém, tendo este interface sido criado posteriormente.

Em 9 de Junho de 2019, a operadora Comboios de Portugal alterou os horários dos serviços na Linha da Beira Alta, que deixaram de servir o apeadeiro de Pego.